# 不动点

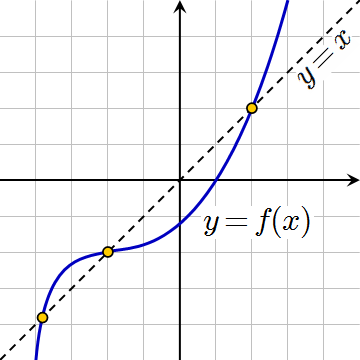
有三个不动点的函数

在数学中，函数的不动点或定点是指被这个函数映射到其自身一个点。例如，定义在实数上的函数{\displaystyle f}，
{\displaystyle f(x)=x^{2}-3x+4}，
则{\displaystyle 2}是函数{\displaystyle f}的一个不动点，因为{\displaystyle f(2)=2}。
也不是每一个函数都具有不动点。例如定义在实数上的函数{\displaystyle f(x)=x+1}就没有不动点。因为对于任意的实数，{\displaystyle x}永远不会等于{\displaystyle x+1}。用画图的话来说，不动点意味着点{\displaystyle (x,f(x))}在直线{\displaystyle y=x}上，或者换句话说，函数{\displaystyle f}的图像与那根直线有共点。上例{\displaystyle f(x)=x+1}的情况是，这个函数的图像与那根直线是一对平行线。
在函数的有限次迭代之后回到相同值的点叫做周期点；不动点是周期等于 1 的周期点。

## 吸引不动点

不动点迭代 带有初始值 。

函数 {\displaystyle f} 的吸引不动点是 {\displaystyle f} 的不动点 {\displaystyle x_{0}} 使得，對在足够接近 {\displaystyle x_{0}} 的定义域中的任何 {\displaystyle x} 值而言，迭代函数序列
{\displaystyle x,\ f(x),\ f(f(x)),\ f(f(f(x))),\dots }
收敛于 {\displaystyle x_{0}}。如何接近才是“足够接近”有时是个微妙的问题。
自然余弦函数（自然意味着使用弧度而非角度）有精确的一个吸引不动点。在这种情况下，“足够接近”根本不是严格标准 -- 为了展示这个情况，在计算器上开始于任何实数并重复按“cos”键。它会快速的收敛于大约 0.73908513，这就是不动点。这是余弦函数和线 {\displaystyle y=x} 在图上的交叉点。
不是所有不动点都是吸引的：例如，{\displaystyle x=0} 是函数 {\displaystyle f(x)=2x} 的不动点，但是这个函数对非零任意值的迭代快速的发散。
吸引不动点是更广泛的数学概念吸引子的特殊情况。
吸引不动点被称为稳定不动点如果它也是李雅普诺夫稳定性的。
一个不动点被称为是中立稳定不动点如果它是李雅普诺夫稳定性的但不是吸引的。二阶齐次线性微分方程的中心点是中立稳定不动点的例子。

## 應用
平衡和穩定性是許多領域的基本概念，可以用不动点來描述。例如在經濟學賽局理論中，一個賽局中的最佳回應：納什均衡點即是一個不动点。然而在物理學中，更確切地說在相變理論中，靠近一不穩定的不动点線性化，是1982年獲頒諾貝爾物理學獎得主威爾遜，因他發明了重整化群的作品，並對“臨界現象”這個術語作了數學解釋。
對於編程語言的編譯器，例如在数据流分析中，不动点計算通常用於需要代碼優化的程序分析。網際網路上所有網頁的PageRank值向量，即是由其鏈接結構導出的線性變換的不动點。
在邏輯學家索尔·阿伦·克里普克具有影響力的真相理論中，也運用了不动點的觀點。

## 保证不动点存在的定理
在数学的不同部分有很多定理保证函数、在一定的条件下，必定有一个或者更多的不动点。这些在最基本的定性结果当中，那些普遍性应用的不动点定理是非常具有价值的洞察。